# Asno de las Encartaciones
Asno de las Encartaciones es una raza española asnal en peligro de extinción. La zona de origen de esta raza comprende la comarca de Las Encartaciones, en Vizcaya de la comunidad autónoma del País Vasco en España y las colindantes, como el noroeste de la provincia de Álava también en la comunidad autónoma del País Vasco en España. A finales de 2018 había censados 377 ejemplares. A finales de 2021, 638 (523 hembras y 115 machos) y 52 explotaciones. Es la raza española de menor tamaño, pues no supera los 120 cm.

## Características
Se corresponde con la única raza elipométrica de la península ibérica. Perfil recto y proporciones mediolíneas. Carácter dócil y de gran agilidad. De oreja menuda y cascos pequeños.